# Castel Boglione
Castel Boglione (piemontiul: Castervé) település Olaszországban, Piemont régióban, Asti megyében. Lakosainak száma 581 fő (2023. január 1.). Castel Boglione Calamandrana, Castel Rocchero, Fontanile, Montabone, Nizza Monferrato és Rocchetta Palafea községekkel határos.

## Népesség
A település lakossága az elmúlt években az alábbi módon változott:
| Lakosok száma | 601  | 602  | 581  |
|               | 2017 | 2018 | 2023 |